# Configuraciones de estructuras organizacionales
La estructura organizacional es el patrón de relaciones entre los componentes o de las partes de la organización, que no debe confundirse con los procesos organizacionales. Pueden diferenciarse dos partes: La estructura organizativa formal y la informal.
La estructura organizativa formal es aquella que se basa en el conjunto de relaciones explicitadas por la dirección, no es espontánea porque se planifica deliberadamente, las relaciones entre individuos son preestablecidas, sus miembros se escogen según normas de selección. 

## Modelos de estructuras primarias clásicas básicas
Los modelos estructurales tradicionales, simples o unitarios se basan en el uso de la jerarquía y burocracia, dando lugar a formas estructurales altas por la sucesión de niveles jerárquicos. En principio, favorecen la generación de economías de escala y la aplicación de los principios de la división del trabajo y la especialización, unido a la tendencia a la formalización de las tareas y comportamientos, así como hacia la centralización.

### La estructura simple
Las principales características de la estructura simple se resumen en:
- Principal mecanismo de coordinación: Supervisión directa.
- Parte fundamental de la organización: Ápice estratégico o alta dirección.
- Principales parámetros de diseño: Centralización y estructura orgánica no formalizada.
- Factores de contingencia: Joven, pequeña, sistema técnico poco sofisticado, entorno sencillo y relativamente dinámico. El poder está concentrado en la alta dirección y suele estar relacionado con la propiedad. La cultura emana de la propiedad que ostenta el poder y será dominante y única.

Está compuesta principalmente por el ápice estratégico o alta dirección y el núcleo de operativo. La línea media, si existe es muy reducida, lo mismo que el personal y la tecnoestructura, dado que es frecuente recurrir al consulting externo. El mecanismo básico de coordinación empleado es la supervisión directa del directivo sobre todos los participantes.
Este modelo presenta las siguientes características básicas:
- La división del trabajo y la especialización horizontal son mínimas ya que los trabajadores van a realizar aquellas tareas para las que son requeridos en cada momento. En cambio, la especialización vertical es elevada (poco grado de control sobre el puesto de trabajo).
- El recurso a la preparación y el adoctrinamiento no suele ser intenso.
- No existen estandarización ni formalización del comportamiento.
- La agrupación de las unidades recurre principalmente al criterio funcional, siendo el tamaño de las unidades elevado.
- El alcance del control es absoluto, es el directo el que controla al resto de los participantes, por lo que se trata de una estructura plana con un único nivel de jerarquía.
- Los sistemas de planificación y control están poco desarrollados y el recurso a los mecanismos de enlace es escaso.
- Se trata de una estructura fuertemente centralizada.

#### Aplicaciones del modelo
La estructura simple es el modelo característico de las organizaciones muy pequeñas, o de las organizaciones nuevas que tratan de introducirse en el mercado y necesitan gran dinamismo y flexibilidad, capaces de adaptarse a las exigencias del entorno. En ocasiones esta forma estructural es adoptada por organizaciones grandes que atraviesan épocas de crisis, como una forma de asegurar el ejercicio de un liderazgo fuerte que permita su salvación.
Sin embargo esta estructura plantea problemas cuando el tamaño de la empresa aumenta o se supera su etapa de lanzamiento, ya que la falta de especialización y la dependencia absoluta que mantiene la empresa con su director pueden acarrear consecuencias graves para su supervivencia. Esta misma circunstancia explica las carencias en temas estratégicos y operativos.

### Modelo funcional o burocracia profesional
Las principales características del modelo funcional se resumen en:
- Principal mecanismo de subordinación: Normalización de Habilidades.
- Parte fundamental de la organización: Núcleo de operaciones.
- Principales parámetros de diseño: Preparación, especialización horizontal del puesto y división del trabajo, descentralización vertical y horizontal, estructura burocrática.
- Factores de contingencia: Entorno complejo y estable, sistema técnico no regulador y carente de sofisticación. Poder distribuido y posible existencia de subculturas en conflicto.

Este modelo aparece como evolución del modelo anterior cuando la organización crece, aunque también es el resultado de un nuevo diseño que pretende lograr la máxima utilización de especialistas con el objetivo de lograr una mejora de la productividad.
En este modelo, la normalización va a ser muy importante, pero en este caso se utilizará básicamente la formación por habilidades, aplicada con carácter previo a la propia participación de los individuos en la organización. Se primarán una serie de cualidades, como son la formación, los conocimientos especializados y la experiencia.
Henry Mintzberg define este modelo afirmando que el principal mecanismo de coordinación es la formalización de habilidades, su parte fundamental el núcleo operativo y sus principales parámetros de diseño son la preparación, la especialización horizontal y la descentralización horizontal y vertical.
Este modelo mantiene las principales características básicas:
- La especialización horizontal será elevada (reducido número de tareas a realizar), frente a una escasa especialización vertical (mayor grado de control sobre el trabajo). La preparación será muy importante para los expertos y se deberá acreditar antes de empezar a trabajar. Por lo tanto el núcleo de operaciones está compuesto por personal con alto nivel de cualificación profesional, de ahí la importancia que se concede al núcleo operativo, ya que al definirse puestos muy especializados para los que se necesitan personas de gran formación, será en esta parte de la estructura donde se toman muchas de las decisiones de la organización. El trabajo del núcleo de operaciones está normalizado y es predecible, pero al ser complejo, será controlado directaemtne por quienes lo realizan, por lo que la especialización vertical será escasa.
- La formalización por actividades no tiene sentido, ya que los trabajadores han demostrado antes de comenzar a trabajar que son capaces de realizar el trabajo correspondiente, ya que poseen los conocimientos necesarios para llevarlo a cabo.
- Las actividades se agruparán en unidades recurriendo al criterio funcional y el tamaño de las mismas será elevado.
- Habrá una fuerte descentralización, tanto horizontal como vertical ya que los trabajadores poseen los conocimientos necesarios para tomar decisiones en la realización de su tarea, por lo que no tendría setnido seleccionar personal muy formado par que se dedique a cumplir órdenes emanadas de los superiores.
- La tecnoestructura será poco importante, ya que únicamente deberán diseñar los sistemas de selección de personal. El personal va a mantener una cierta importancia, pero se trata de un personal de apoyo al núcleo operativo, encargado de facilitar la realización de las tareas rutinarias que deban realizar los miembros del núcleo operativo.
- Debido a las características particulares del núcleo operativo, y los altos niveles de descentralización en los puestos de trabajo, es posible que haya tramos anchos de control, por lo tanto srá un modelo chato con pcos niveles jerárquicos y amplios tramos de control.
- Los sistemas de planificación y control no estarán muy desarrollados y el recurso a los mecanismos de enlace laterales es escaso.

#### Aplicaciones del modelo
Este modelo es apropiado para organizaciones que se mueven en entorno relativamente estables, pues si los conocimientos necesarios para ocupar los puestos cambian de manera continua, las normas de formalización por habilidades no serían válidas más que para breves momentos de tiempo.
La burocracia profesional consigue elevados niveles de eficiencia al generar un conocimiento conjunto en la organización que es fuente de ventajas competitivas debido a la especialización en el núcleo de operaciones, y el conjunto de conocimientos compartidos por los individuos que lo forman.
Este tipo de configuración es adecuada en aquellas organizaciones de un cierto tamaño, que trabajan en entorno estables pero complejos con una moderada incertidumbre, con tecnologías rutinarias pero ejecutas por expertos y donde la dirección opta por la descentralización.

### Modelo lineo-funcional o burocracia maquinal
Las principales características del modelo lineo-funcional se resumen en:
- Principal mecanismo de coordinación: Normalización de los procesos de trabajo.
- Parte fundamental de la organización: Tecnoestructura.
- Principales parámetros de diseño: Formalización del comportamiento, especialización vertical y horizontal del puesto, agrupaciones generalmente funcionales, centralización vertical y descentralización horizontal/línea limitada, planificación de acciones.
- Factores de contingencia: Vieja, grande, reguladora, sistema técnico poco automatizado, entorno simple y estable, control externo. Cultura conservadora dominante sujeta a conflictos permanentes. El poder de la alta dirección es compartido con los analistas de la tecnoestructura encargados de la normalización y el asesoramiento en temas estratégicos.

Mitzberg define el modelo afirmando que el principal mecanismo de coordinación es la normalización de los procesos de trabajo, la parte fundamental es la tecnoestructura y los principales parámetros de diseño son la formalización del comportamiento y la especialización horizontal y vertical.
Por tanto las características de este tipo de estructura son:
- Elevada especialización horizontal y vertical. Se trata de tareas muy especializada y rutinarias (cadena de montaje). Este tipo de especialización horizontal tan dsarrollda, conlleva la existencia de especialización vertical, es decir, la existencia de puestos encargados de controlar el trabajo ejecutado por estos especialistas horizontales.
- Elevada formalización de las actividades: normas, manuales y reglamentos se convierten en imprescindibles para el correcto funcionamiento de este modelo. La formalización por habilidades será escasa, ya que se trata de tareas repetitivas y rutinarias, que se aprenden en el interior de la empresa.
- El nivel de centralización será muy alto, ya que los individuos no tiene ninguna capacidad de decisión sobre su trabajo al estar predeterminado.
- Las unidades se agrupan en base al criterio funcional, y en general tiene un tamaño grande. Hay un uso intenso de la planificación pero escaso de los mecanismos de enlace.
- Este modelo se basa en la normalización de los procesos de trabajo, en la formalización de las tareas que lo componen por lo que la tecnoestructura es una de las partes fundamentales, ya que su misión es la formlización del comportamiento.
- Debido al elevado grado de especialización vertical y horizontal existente, el control del superior sobre los subordinados es directo. Las estructuras tendrán muchos niveles jerárquicos y reducido alcance del control.

#### Aplicaciones del modelo
Este modelo se encuentra en organizaciones caracterizadas por un núcleo de operaciones rutinario, generalmente sencillo y repetitivo, dando lugar a procesos de trabajo altamente normalizados. Es propio de grandes empresas que logran su funcionamiento gracias al uso intenso de la formalización y normalización. Suelen ser empresas viejas, con tecnologías reguladoras del trabajo, convencionales y que se están quedando obsoletas debido a la gran dinamicidad del entorno. Son las típicas empresas de servicios públicos, de organizaciones y entidades de la Administración Pública o de actividades con escasa competencia y sistemas técnicos no automatizados, como las grandes empresas industriales y de servicios de los años 50 y 60.

## Modelos de estructuras primarias clásicas avanzadas (M-Form)
Las formas organizativas múltiples-complejas (M-Form) se desarrollan para dar respuesta a los problemas de las formas unitarias para enfrentarse tanto al crecimiento y diversificación de sus actividades como a entornos cada día más complejos. La característica general es la ruptura de la rígida jerarquía y centralización propia de las formas anteriores. El problema más importante al que se enfrentan estas formas estructurales es equilibrar las ventajas de la descentralización con los mayores costes de coordinación, comunicación y control requeridos. En todos estos modelos la dirección general suele reservarse las tareas de asesoramiento y control financiero de las divisiones, y el mantenimiento de los objetivos globales.

### La estructura divisional
Las principales características de la estructura divisional son:
- Principal mecanismo de coordinación: Normalización de los outputs, lo que no impide que en el interior de las divisiones domine la normalización de procesos u otros.
- Parte fundamental de la organización: Línea media.
- Principales parámetros de diseño: Agrupación en base al mercado, clientes, productos y áreas geográficas. Sistema de control del rendimiento, descentralización vertical limitada.
- Factores de contingencia: Mercados diversificados, empresas grandes, viejas, directivos medios ansiosos de poder. Entornos relativamente estables aunque diversos y competitivos. Cultura común auspiciada desde la sede central, aunque se aceptan las diferencias entre unidades.

La estructura multidivisional puede definirse siguiendo a Mintzberg teniendo en cuenta que su principal mecanismo de coordinación es la normalización de los outputs, su parte fundamental es la línea media y sus principales parámetros de diseño son la agrupación con base al mercado, sistemas de control de rendimiento y descentalización vertical más o menos limitada.
La estructura divisional mantiene el ápice estratégico. La línea media está compuesta por las direcciones de las divisiones, siendo las agrupaciones divisionales quienes componen el núcleo operativo. Existirá personal de asesoramiento a la alta dirección y una pequeña tecnoestructura. En este modelo debe existir un equilibrio de poderes entre las divisiones que reciben una descentralización vertical paralela, los analistas de la tecnoestructura que diseñan los sistemas de control de las divisiones, con descentalización horizontal selectiva y la unidad central que retiene la dirección estratégica, y las funciones que se estiman que se pueden ejercer mejor de manera centralizada.
Los rasgos básicos de este tipo de estructura son:
- La especialización, en grandes unidades o divisiones, dependerá de las decisiones de carácter estratégico.
- La formalización del comportamiento será elevada y se realiza por resultados para cada una de las divisiones.
- La descentralización es especialmente vertical paralela con parte de horizontal selectiva. Hemos visto que las unidades van a funcionar de manera autónoma y se controlará su resultado.
- La agrupación en unidades se hará según diferentes criterios siendo los más frecuentes los de producto, área geográfica, mercado y función.
- El personal de asesoramiento puede ser importante para el ápice estratégico, sobre todo cuantas más decisiones conjuntas tenga que tomar la alta dirección. La tecnoestructura será pequeña, y estará encargada de diseñar los sistemas de control de las divisiones.
- El control de la alta dirección sobre las unidades es total por lo que se puede afirmar que existirán pocos niveles jerárquicos y la estructura será chata.
- Se cuenta con sistemas de planificación y control integrados y se recurre a la dirección por objetivos. El uso de mecanismos de enlace es relativamente importante.

#### Aplicaciones del modelo
Este modelo es propio de empresas grandes, de servicios e industriales, con estrategias de diversificación, es decir, multiproducto, multiproceso, multimercado, además de multinacional en muchos casos. Esta diversificación hace ineficiente al modelo lineal-staff y obliga adoptar formas de funcionamiento burocrático maquinales basadas en divisiones descentralizadas, de manera que se facilita la toma de decisiones y se permite autonomía de cada una de las distintas actividades que se desarrollan en el seno de la empresa.
Las divisiones son cuasi-empresas al frente de las cuales hay una dirección totalmente responsable de los resultados que se obtengan, con sus objetivos, sus recursos y sus funciones básicas, con capacidad de decisión en casi todos los aspectos que le afectan, si bien, algunos como finanzas o marketing quedan bajo la autoridad de la unidad central.

### Adhocracia
Las principales características del modelo de la adhocracia son:
- Principal mecanismo de coordinación: Adaptación mutua.
- Parte fundamental de la organización: Personal de apoyo.
- Principales parámetros de diseño: Dispositivos de enlace, estructura orgánica, descentralización selectiva, especialización horizontal del puesto, preparación, agrupación basada a la vez en la función y mercado.
- Factores de contingencia: Entorno complejo, dinámico (a veces dispar), organización joven con un sistema técnico sofisticado.

El modelo adhocrático es en realidad un modelo intermedio, entre los modelos clásicos y los virtuales. Carece de una forma estructural definida, al contrario, más bien puede adoptar diferentes formas según las necesidades del momento. En este modelo es muy importante el trabajo en equipo, su capacidad de adaptación, la motivación, la participación y la adaptación mutua. Por lo tanto, se trata de una estructura totalmente orgánica, aplicable a aquellas organizaciones cuyos valores básicos sean la creatividad y la innovación. Esta configuración estructural es capaz de combinar expertos provenientes de distintos campos para formar equipos interdisciplinares en la realización de proyectos innovadores.
Las partes de este modelo son el ápice estratégico y el núcleo operativo, teniendo este una característica especial, ya que se lo puede considerar doble, puesto que la agrupación se realiza por doble criterio, funcional y de mercado.
Los rasgos que definen este modelo estructural son los siguientes:
- Existe una elevada especialización horizontal, ya que está compuesta por especialistas con elevada formación previa del nivel medio-alto, lo que implica inexistencia de especialización vertical.
- La formalización de actividades es prácticamente nula. Existirá una formalización por habilidades y una formalización por resultados en cada uno de los equipos que se hayan formado para hacer frente a los proyectos de la empresa.
- La descentralización es fundamental, tanto para los equipos, que serán responsables de sus resultados, como en el seno del propio equipo donde cada individuo especializado y con alta formación tendrá capacidad para decidir en su materia concreta. Por lo tanto el mecanismo de coordinación será la adaptación mutua entre los trabajadores, y se emplea en un contexto de elevada formación y aceptación de las peculiaridades de ser una estructura orgánica e incluso informal.
- El criterio de departamentalización es doble, utilizándose normalmente una combinación de criterio funcional (que permite agrupar especialistas) con criterio por proyectos, productos o procesos.
- El ápice estratégico mantiene un alcance de control sobre todos y cada uno de los equipos existentes, por lo que habrá pocos niveles jerárquicos.

#### Aplicaciones del modelo
Es el modelo típico de empresas de reciente creación, compuestas por profesionales de sectores de tecnologías avanzas (ejemplos como Google o Pixar) y de servicios a otras empresas o bien empresas maduras sujetas a rediseño. Ejemplos típicos son las empresas de consultoría, de ingeniería y proyectos, agencia de publicidad, etc. Trabajan en entornos dinámicos con sistemas técnicos sofisticados y con procesos intermitentes, por pedido o por proyectos, que exigen actuaciones multidisciplinares. En ocasiones esta forma de actuar aparece en partes de la organización o unidades organizativas como en los departamentos de I+D de ingeniería de proyectos.
Una de las ventajas más importantes de este modelo es la flexibilidad ante las fluctuaciones de la demanda: cuando los clientes crecen se formarán más equipos y cuando disminuyen se reducirán. Estos aumentos y disminuciones no influyen en el funcionamiento de los equipos activos, pues son independientes unos de otros. Por lo tanto para que realmente resulten efectivas deben constar con sistemas de contratación de personal flexibles, pudiendo llegar incluso a subcontratar al exterior algunas de las actividades.

### Modelo matricial
Las principales características del modelo matricial son:
- Principal mecanismo de coordinación: Integración de varios (adaptación mutua, normalización de habilidades, de resultados).
- Parte fundamental de la organización: Línea media.
- Principales parámetros de diseño: Descentalización, y agrupaciones funcionales, por proyecto, clientes, etc. Sistemas de control de resultados.
- Factores de contingencia: Empresa antigua y grande, sistema técnico sofisticado y diverso, entorno dinámico y competitivo.

El modelo matricial intenta integrar las ventajas de otros modelos. Si el modelo funcional ofrece la ventaja de la especialización y el modelo divisional se concentra en la obtención de resultados finales, se intenta unir sus ventajas evitando los inconvenientes del conflicto de objetivos del primero y del elevado coste en el segundo.
Por lo tanto este modelo puede definirse por la incorporación de dos criterios simultáneos de departamentalización en el momento de agrupar las tareas que se desarrollan en el seno de la empresa.
En cuanto a los componentes de la estructura, este tipo mantiene, únicamente, el ápice estratégico o dirección general, y un núcleo operativo doble, es decir los integrantes de la estructura están agrupados por una doble dimensión. Esto supone que las tareas van a depender de una doble jerarquía, rompiéndose el principio de la unidad de mando. Esto supondrá una importante fuente de conflicto en las organizaciones ya que cuando un subordinado tiene dos superiores, las posibilidades de conflicto son importantes. Este problema de doble autoridad es muy difícil de solucionar por lo que habrá que comparar la existencia de este problema con las ventajas que nos reporta el nivel de creatividad e innovación.
Dado su peculiar sistema de relaciones laterales, los mecanismos de coordinación utilizados son la normalización de habilidades, la de resultados y la adaptación mutua.
Las principales variables que definen a este modelo son:
- El grado de especialización es importante, formando por especialistas con elevado nivel de formación, por lo que la especialización vertical será nula.
- La formalización será por habilidades previa a la entrada de los trabajadores en la ortanización, y por resultados para cada uno de los proyectos formados.
- La agrupación de unidades se realiza por un criterio doble: el funcional que permite agrupar especialistas y por otro lado el criterio de proyecto, de producto o proceso en función de la actividad a la que se dedique la empresa.
- Se recurre a la programación de las acciones y el control será por resultados. Además se usan intensamente los mecanismos de coordinación.
- El alcance de control es total ya que la dirección controlará los proyectos o etapas del proceso. Ello supone la existencia de pocos niveles jerárquicos con lo que el modelo será chato.

#### Aplicaciones del modelo
Este modelo es aplicable en dos situaciones distintas, pero siempre en situaciones en las que son necesarias la creatividad y la innovación. Es un modelo aplicable en el momento de creación de la empresa y cuando la empresa se enfrenta a un entorno muy dinámico. Sin embargo, las empresas no se ven afectadas en su totalidad por entornos altamente complejos, sino que esa influencia afecta a determinadas funciones o partes de la empresa, por lo que esta estructura se suele utilizar para algunas actividades o departamentos de la empresa como el departamento de I+D, o el departamento de producción de una agencia de publicidad.
Las ventajas de este modelo son su creatividad y su capacidad para enfrentarse con entornos muy dinámicos. Otra ventaja importante es su flexibilidad, ya que permite la incorporación de nuevos proyectos y por lo tanto la ampliación de la estructura sin influir en el comportamiento de los ya existentes, al igual que sucede cuando uno de los proyectos acaba y desaparece de la estructura sin que afecte al comportamiento del resto.
- Datos: Q5782912